# 安藤新太郎

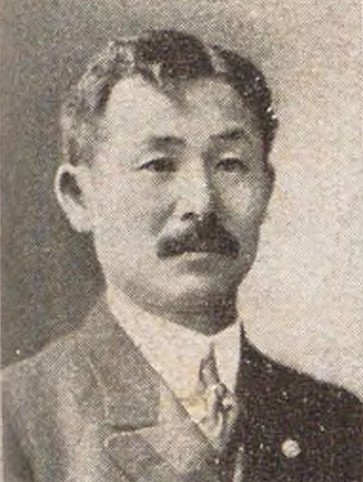
安藤新太郎

安藤 新太郎（あんどう しんたろう、1868年2月9日（慶応4年1月16日） - 1919年（大正8年）2月13日）は、日本の政治家、実業家。

## 経歴
播磨国明石郡、のちの兵庫県明石郡大久保村（大久保町を経て現明石市大久保町）出身。明治法律学校卒業。
庄屋橋本家から大久保宿本陣を務めた安藤家に養子入りし、当主となる。
1903年（明治36年）、衆議院議員に初当選した後、連続4期務め、第16回列国議会同盟会議などに参加した。
1905年に創設された辰馬本家汽船部に、辰馬本家と共に資金を出仕し取締役として経営に参画、1917年に辰馬本家酒造が創設された際には監査役を務めるなど、同族経営の辰馬財閥に於いて重きをなした。その他にも、浦賀船渠取締役、日本汽船問屋業同盟会会長などの要職を務めた。1916年、勲三等授与。
兵庫県明石市大久保町大窪に碑が建立されている。